# Moonlight and Honeysuckle
Moonlight and Honeysuckle é um filme estadunidense de 1921, do gênero comédia romântica, dirigido por Joseph Henabery, com roteiro de Barbara Kent baseado no romance Moonlight and Honeysuckle, de George Scarborough.